# Secolul al XXVI-lea î.Hr.
(Secolul al XXVI-lea î.Hr. -Secolul al XXV-lea î.Hr. -Secolul al XXIV-lea î.Hr. - Secolul al XXIII-lea î.Hr. - Secolul al XXII-lea î.Hr. - Secolul al XXI-lea î.Hr. - Secolul al XX-lea î.Hr. - Secolul al XIX-lea î.Hr. - alte secole)
Secolul al XXVI-lea î.Hr. a debutat in anul 2600 î.Hr si s-a incheiat in anul 2501 î.Hr.  Acest secol s-a caracterizat prin ridicarea unor megastructuri antice care au rezistat pana in prezent, ca Marile Piramide de la Giza sau Monumentul megalitic circular Stonehenge.   Marile centre culturale erau Egiptul, Sumerul si Valea Indusului. 

## Evenimente

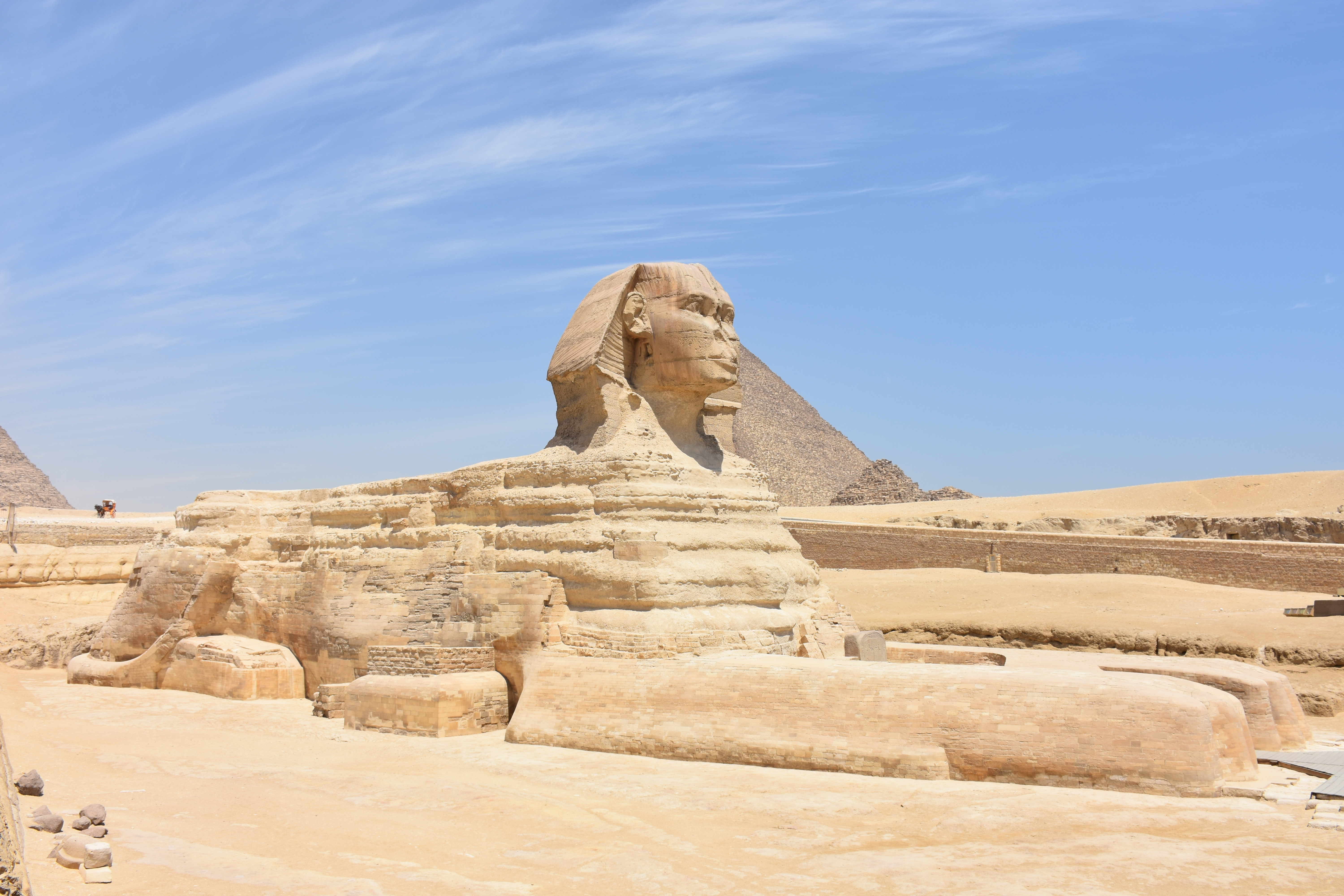
Marele Sfinx de la Giza
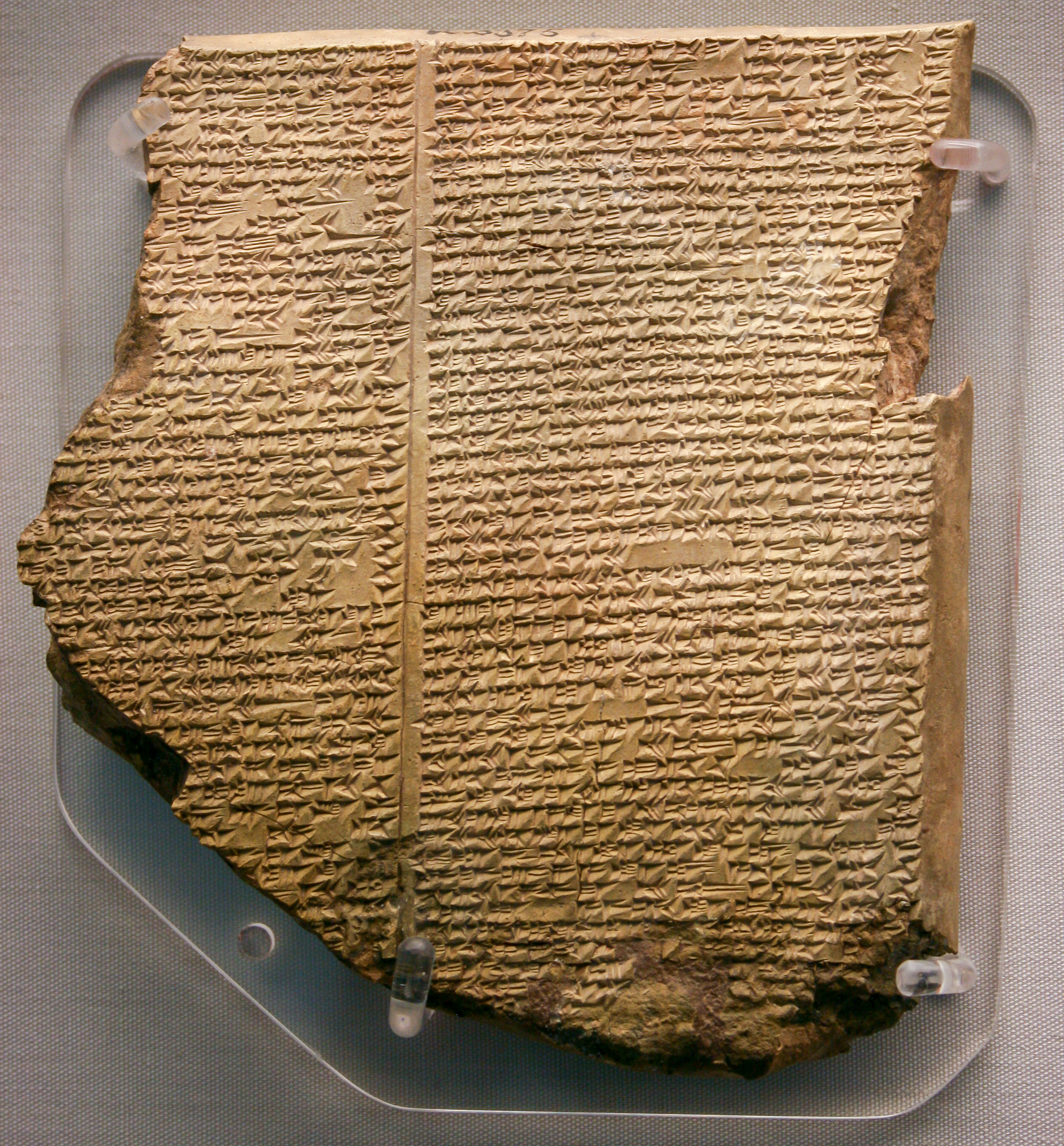
Epopeea lui Ghilgamesh
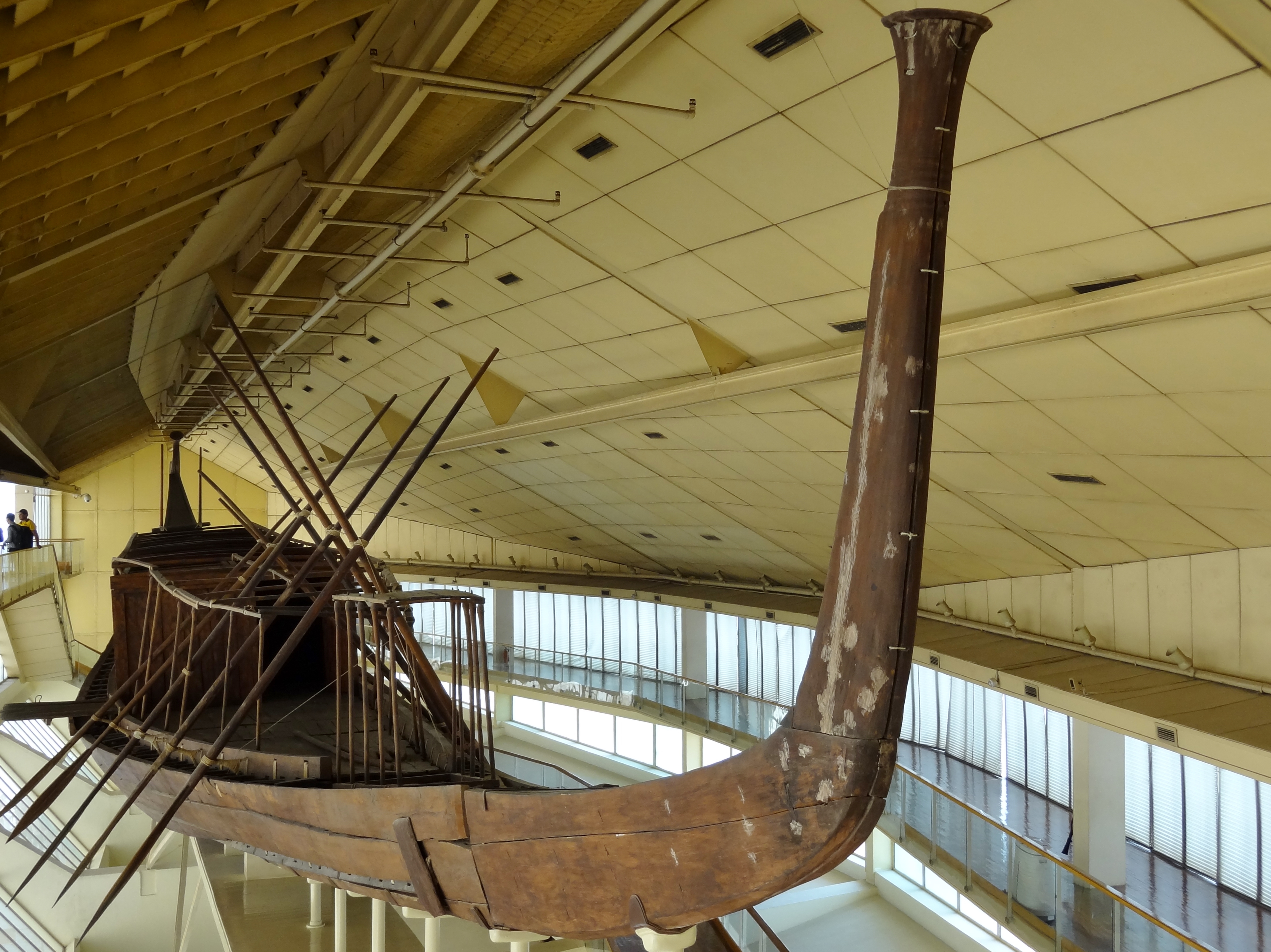
Barca solara  funerara a faraonului Khufu
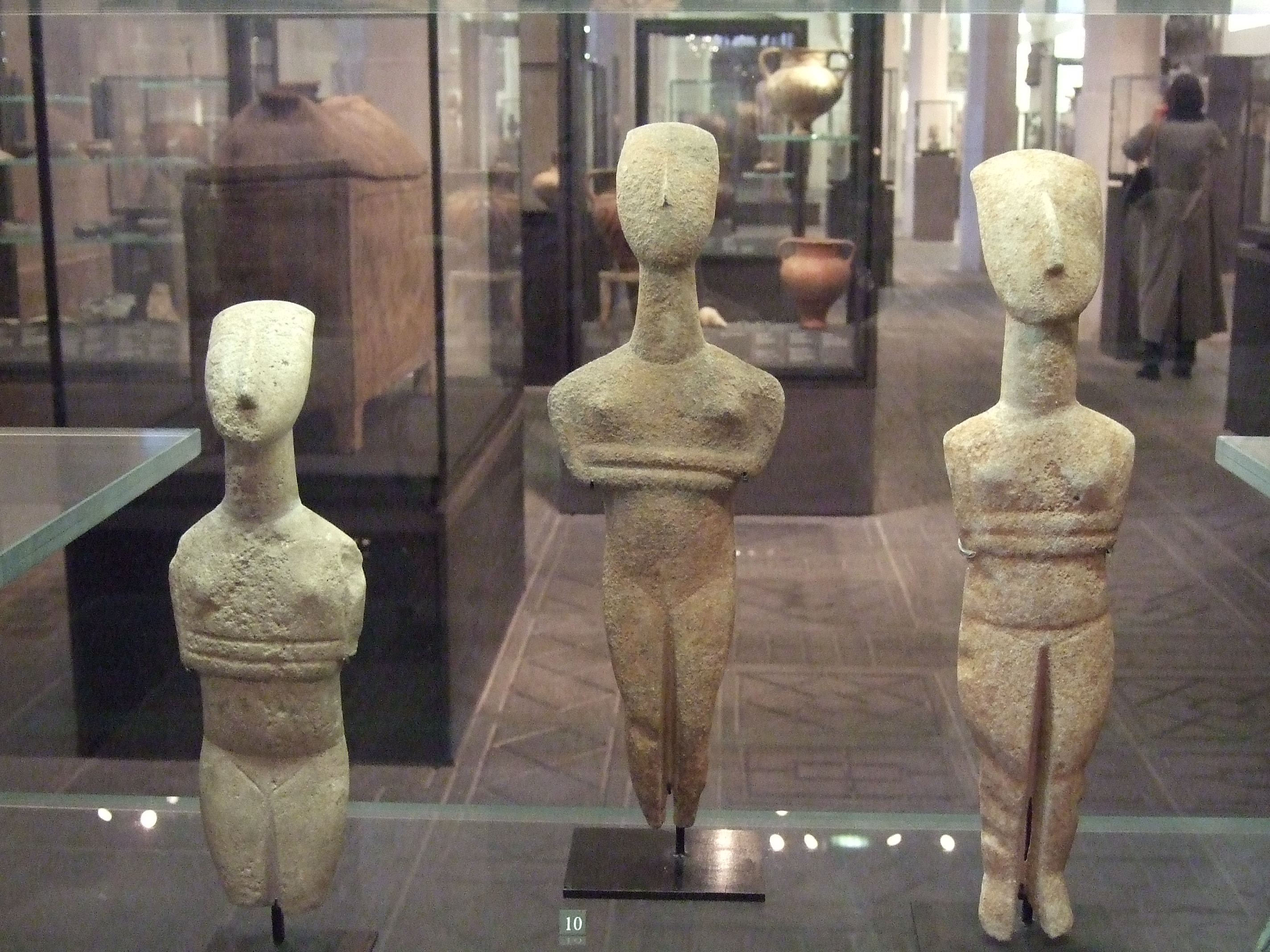
Figurine feminine din Grecia cicladica
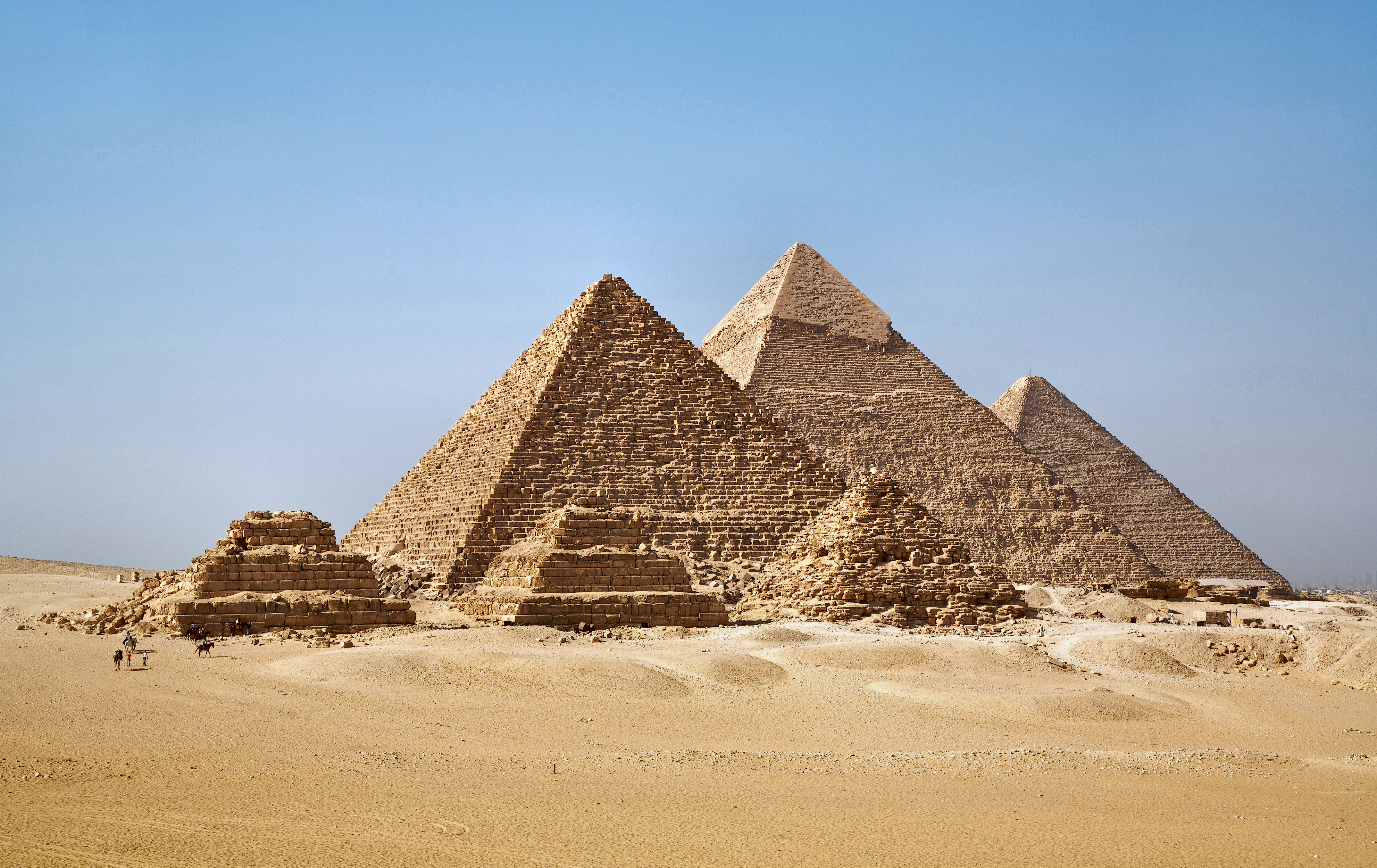
Piramidele de la Giza
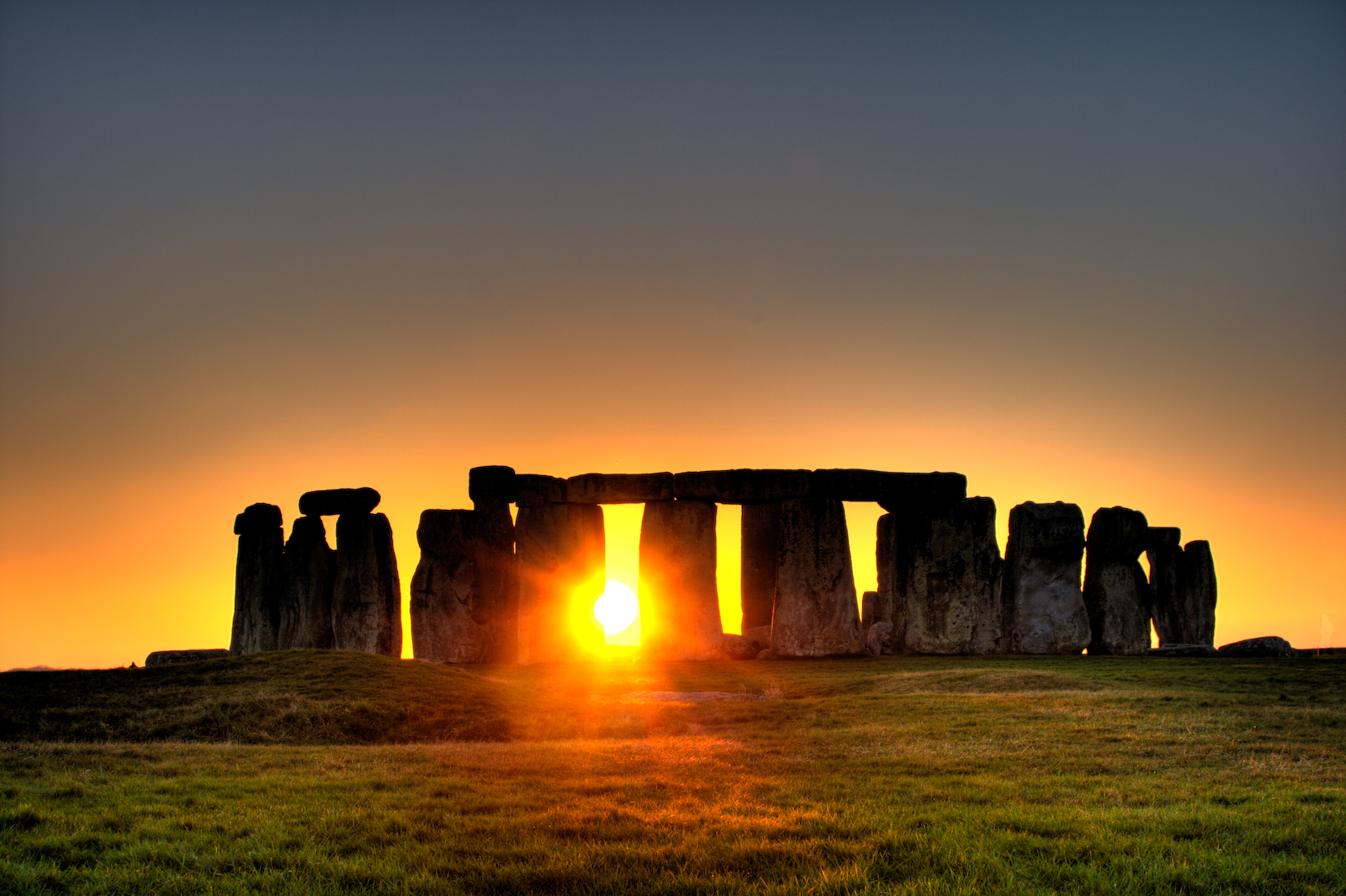
Stonehenge
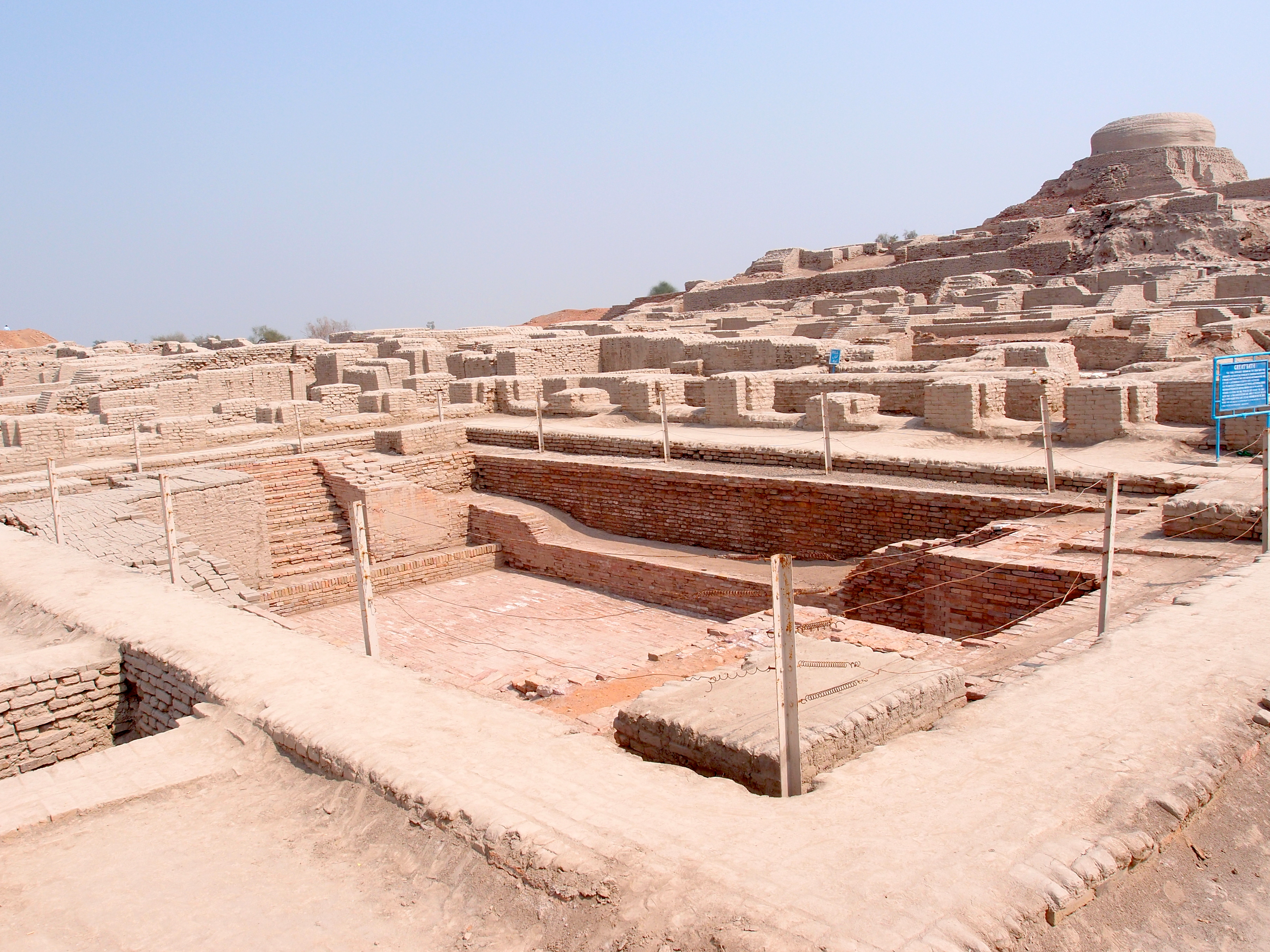
Marea Baie de la Mohenjo-daro
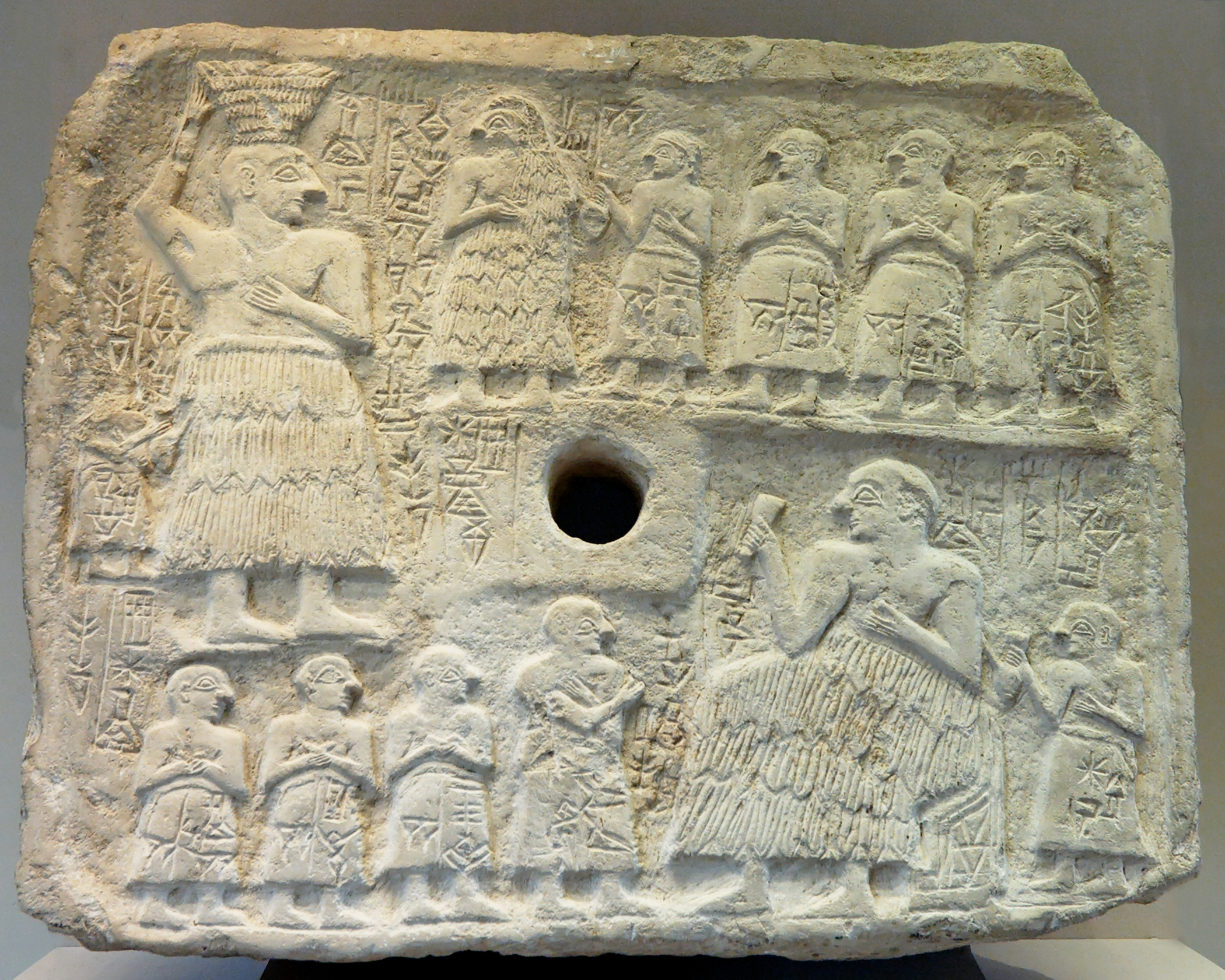
Relief votiv dedicat de către Ur-Nanshe, regele orașului Lagaș, perioade dinastice timpurii a III-a.
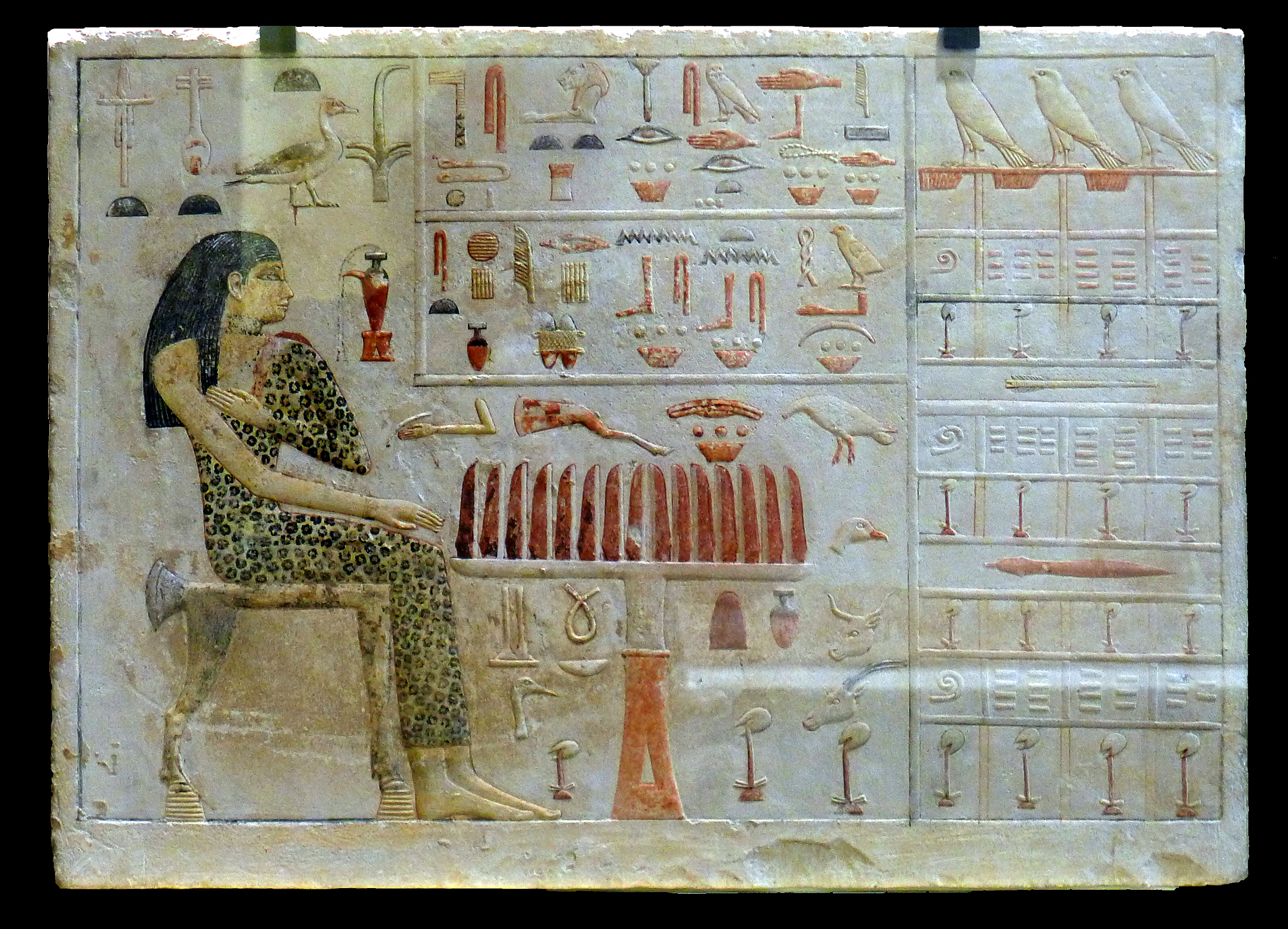
Printesa  Nefertiabet , fiica faraonului Khufu

- C. 2900 î.Hr.- 2334 î.Hr.: Războaiele timpurii din Mesopotamia
- C. 2600 î.Hr. : civilizația Harappa la apogeu
- C. 2600 î.Hr.: Perioada Minoica I în Creta
- C. 2600 î.Hr.- 2500 î.Hr.: Caii sălbatici sunt vânați în Danemarca
- C. 2600 î.Hr.- 1900 î.Hr.: rezervor de apă sau o zonă de îmbăiere publică sau ritualică din Mohenjo-Daro este construită
- C. 2589 î.Hr.- C. 2578 î.Hr.: Faraonul Keops domnește în Egipt
- C. 2575 î.Hr.: Vechiul Regat: Snefru devine  Faraon.
- C. 2570 î.Hr.: Khafra devine faraon
- C. 2550 î.Hr.: Data estimată de finalizare a Marii Piramide de la Gizeh .
- C. 2550 î.Hr.: conducătorii egipteni intră în contact cu oazele de Vest, cum ar fi Oaza Dakhla  .
- C. 2550 î.Hr.: Mesannepada este regele din Ur (urmat de fiul său, A-annepadda ), care a fondat prima dinastie din Ur și răstoarnă pe ultimul rege al Uruk, precum și pe Mesalim de Chis.
- C. 2544 î.Hr.: Faraonul Khafra moare .
- C. 2533 î.Hr.: Menkaura începe să domnească ca faraon.
- C. 2515 î.Hr.: Faraonul Menkaura moare.
- C. 2500 î.Hr.: Linia legendară al conducătorilor Sanhuangwudi din China, este fondată de către Huang Di.
- C. 2500 î.Hr.: construcția cercului de piatră de la Stonehenge începe și continuă pentru următoarele cinci sute de ani.
- 2.600 î.Hr.:
  - Egipt: apariția cimentului[1], utilizarea papirusului pentru scris, a cremelor farmaceutice și a suturii chirurgicale, atribuite lui Imhotep
  - utilizarea carelor în Mesopotamia
  - India antică: sistem de colectare ape reziduale[2], sistematizare urbană
- 2.560 î.Hr.: Mastaba din Ti dovedește existența unui utilaj agricol și artizanal evoluat: pescuitul cu coșul, prelucrarea pielii, lemnului, metalului
- 2.500 î.Hr.: perioada domniei lui  Gilgamesh in Ur 
  - Egipt și Mesopotamia: tehnica sticlei
  - Mesopotamia: bronzul
  - Mohenjo-daro (India antică): arcadele în construcții
  - Asia Centrală: domesticirea calului
  - Asia de Sud-Est: metalurgia bronzului
  - Mohenjo-daro: hainele din bumbac
- 2.500 î.Hr. - 1.000 î.Hr.: extinderea bronzului în zona Franței
- cămila bactriană este domesticită

## Personalități

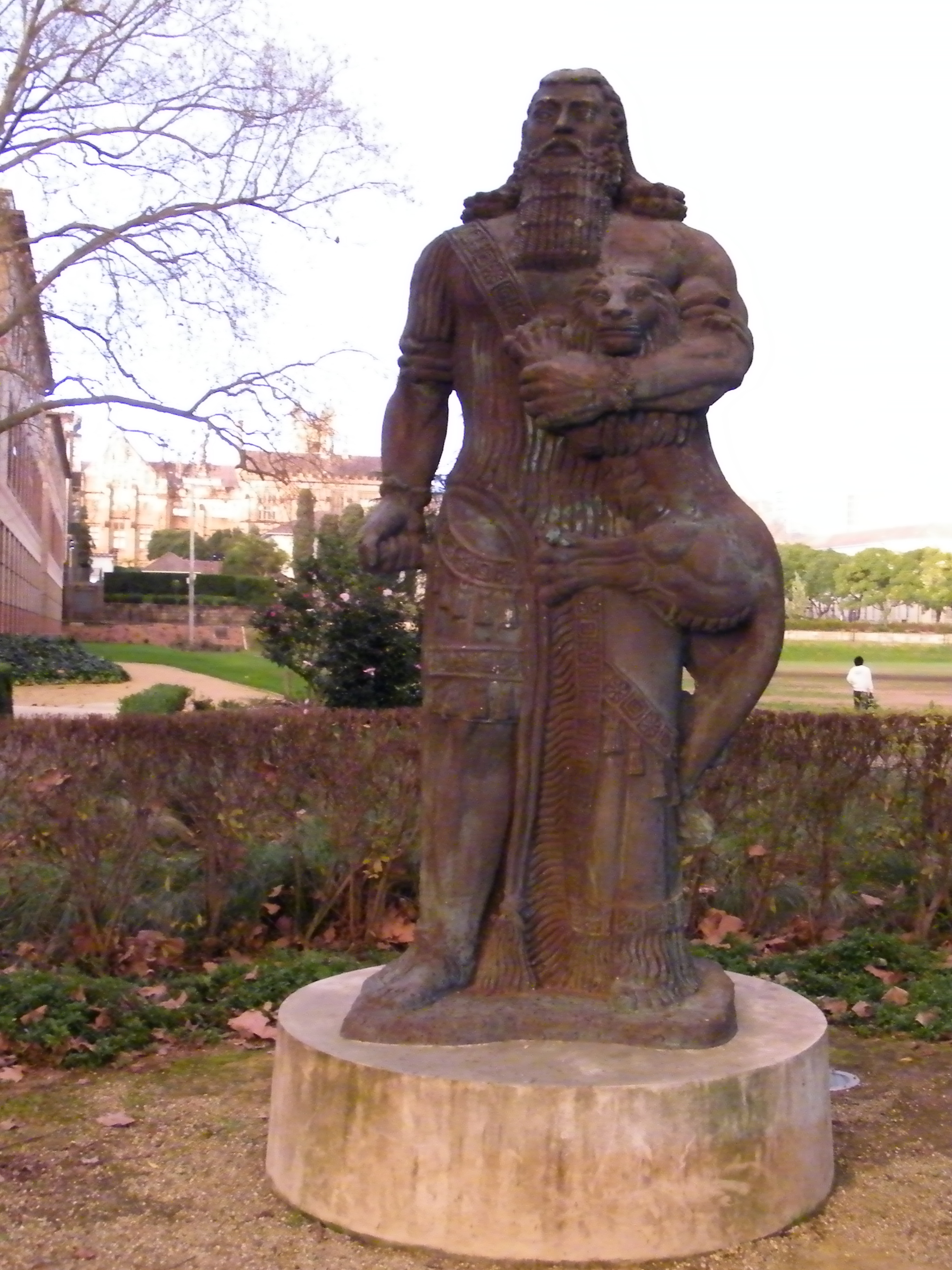
Gilgamesh-Rege al orasului Ur, semizeu si erou legendar sumerian
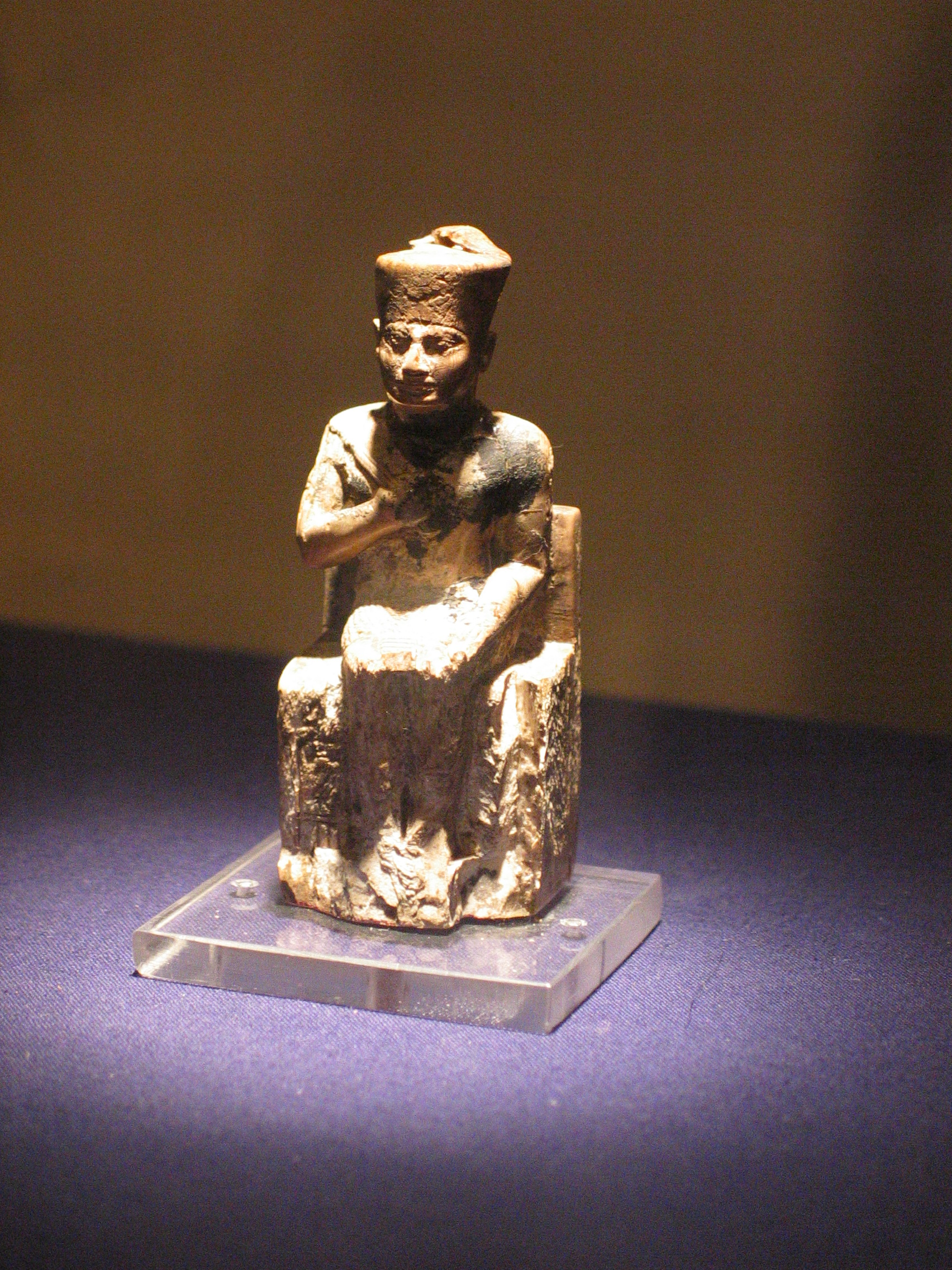
Khufu-faraonul egiptean care a ordonat construirea Marii Piramide de la Giza
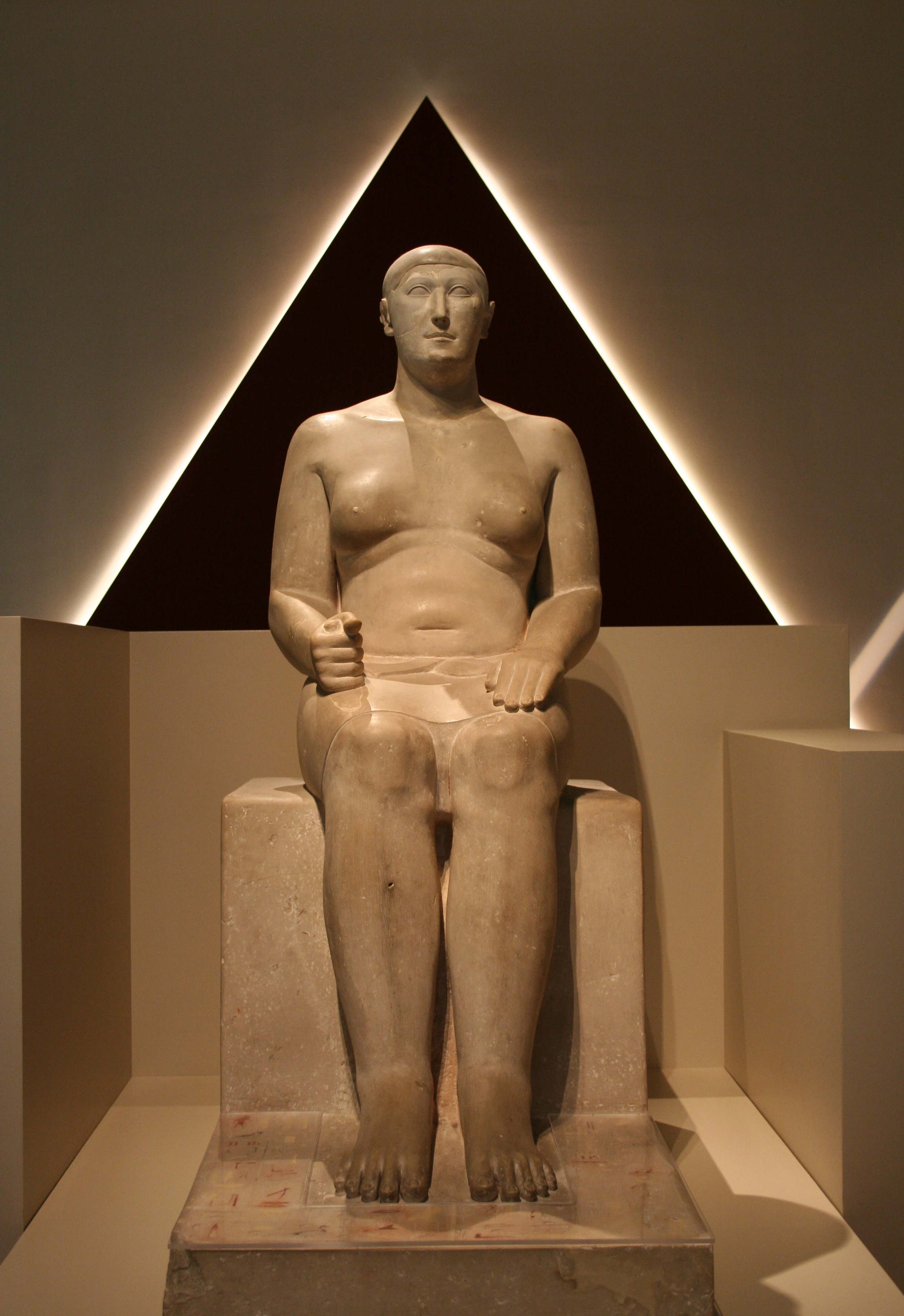
Hemiunu, arhitectul Marii Piramide
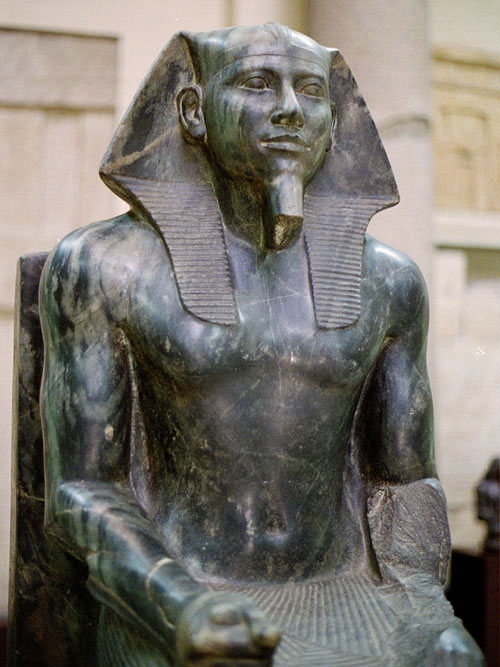
Faraonul Khafra
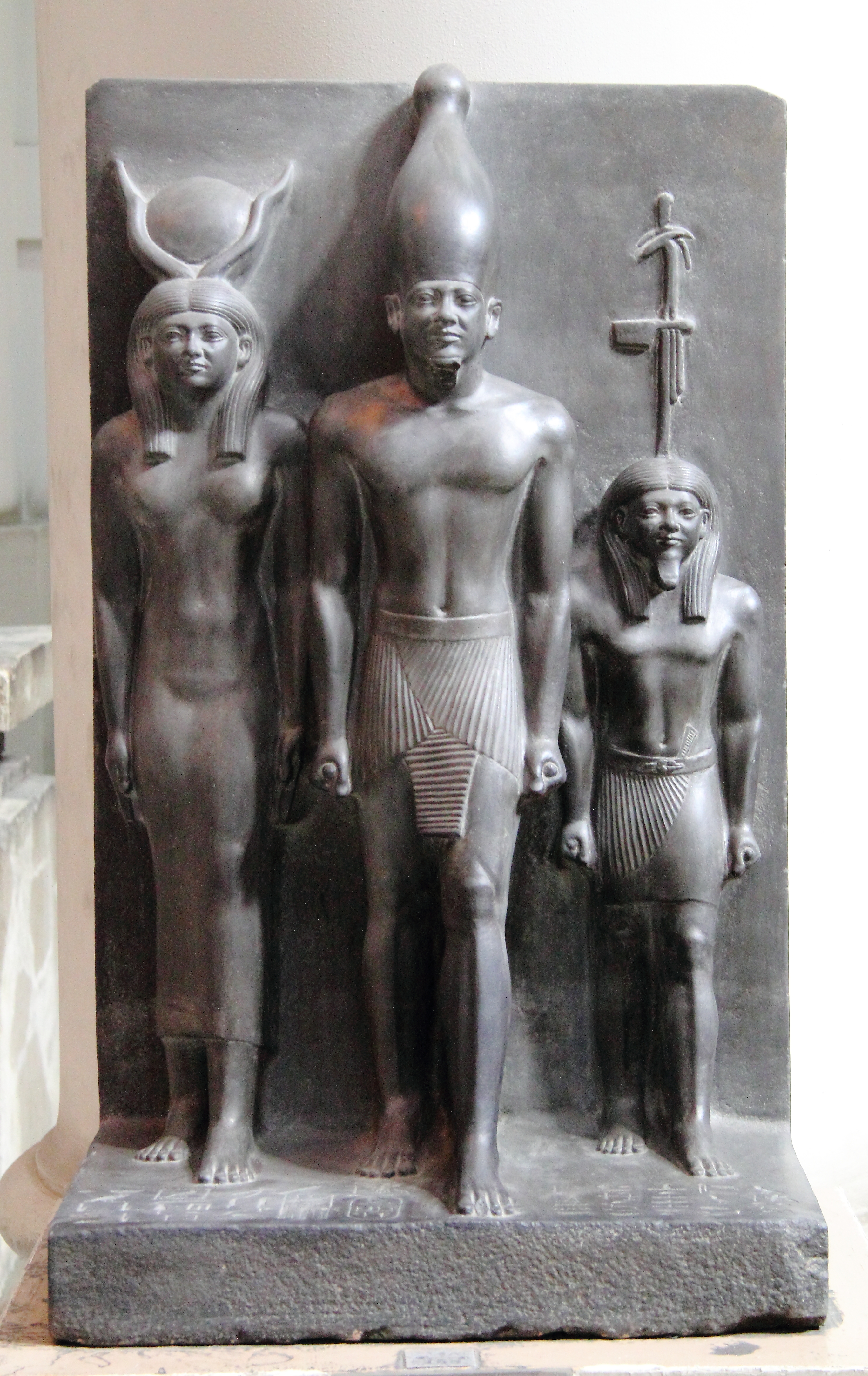
Faraonul Menkaure